# Honduras Britânicas
Honduras Britânicas foi uma colônia britânica na América Central. Em 1981, a colônia ganhou a independência total e é agora a nação independente de Belize. O território na costa leste da América Central, ao sul do México, tornou-se uma colônia da coroa britânica em 1862. Em 1964, tornou-se uma colônia autogovernante. Belize se tornou totalmente independente do Reino Unido em 1981. Belize foi a última possessão continental do Reino Unido nas Américas.

## História
Para a história antes de 1862 e após 1981, ver História de Belize (1502-1862) e História de Belize.
O Tratado de Versalhes (1783), entre a Grã-Bretanha e Espanha, deu aos britânicos o direito de cortar árvores (campeche) entre os rios Hondo e Belize. Em 1862, a Colônia de Belize, na baía de Honduras, foi declarada colônia britânica e foi nomeada de Honduras Britânicas, e o representante da coroa foi elevado à categoria de vice-governador, subordinado ao governador da Jamaica.